# Janusz Sobolewski (generał)
Janusz Sobolewski (ur. 1961) – generał brygady Wojska Polskiego.
Absolwent Wojskowej Akademii Technicznej w Warszawie; Akademii Dowódczo-Sztabowej Połączonych Sił Zbrojnych w Wielkiej Brytanii oraz Akademii Obrony Narodowej. Ukończył kurs oficerów łączności na Uniwersytecie Obrony Piechoty Morskiej Quantico, USA; kurs oficerów sztabowych w Szkole Pola Walki w Danii.
Zawodową służbę wojskową rozpoczął w 1987 roku na stanowisku dowódcy stacji łączności satelitarnej w 2 Brygadzie Łączności w Wałczu. W latach 2000–2003 był dowódcą 100 Batalionu Łączności Brygady Wsparcia Dowodzenia. W latach 2003–2004 był szefem wydziału w Dowództwie Wojsk Lądowych. Od lipca 2003 roku do stycznia 2004 roku był szefem Wydziału Planowania w Polskim Kontyngencie Wojskowym w składzie Międzynarodowych Sił Stabilizacyjnych w Republice Iraku. Następnie zajmował stanowiska służbowe: Zastępcy Dowódcy w Brygadzie Wsparcia Dowodzenia Wielonarodowego Korpusu Północny-Wschód, Dowódcy 7 Brygady Obrony Wybrzeża, Zastępcy Szefa Zarządu Planowania Systemów Dowodzenia i Łączności – P6 SG WP, Zastępcy Dowódcy Regional Command-East w Afganistanie.
8 listopada 2008 roku Prezydent RP Lech Kaczyński mianował go generałem brygady.
Zwolniony z zawodowej służby wojskowej z dniem 31 stycznia 2013 roku.